# Lauren Newton
Pour les articles homonymes, voir Newton.
Lauren Amber Newton (née le 16 novembre 1952 à Coos Bay) est une chanteuse américaine.

## Biographie
Son père est contrebassiste de jazz.
Lauren Newton étudie le chant à l'université de l'Oregon. Elle vient en Europe en 1974. Elle étudie jusqu'en 1977 auprès de Sylvia Geszty à l'École supérieure de musique de Stuttgart, ainsi que la composition et la nouvelle musique auprès de Franz Zubal et Erhard Karkoschka. Pendant ses études, elle part en tournée avec le Frederic Rabold Crew, fait des apparitions dans des festivals (par exemple Deutsches Jazzfestival Frankfurt 1974) et participe à leurs enregistrements. En 1979, elle devient chanteuse du Vienna Art Orchestra, avec qui elle participe à de nombreux festivals et tournées sur quatre continents jusqu'en 1989. Elle forme Vocal Summit en 1982 avec Bobby McFerrin, Jeanne Lee, Urszula Dudziak und Jay Clayton.
En tant qu'actrice et compositrice, la chanteuse se produit au Stadttheater Freiburg im Breisgau ou au Burgtheater de Vienne. En tant que chanteuse et actrice, elle apparaît dans le court métrage Sisi auf Schloß Gödöllö de Christian Frosch (1994).
En outre, elle interprète Kommentar für Lauren d'Adriana Hölszky et d'autres œuvres du XXe siècle de Hans-Joachim Hespos, Bernd Konrad, Hannes Zerbe ou Wolfgang Dauner. Entre 1983 et 1999, elle travaille pour des concerts et pour des productions de CD avec Ernst Jandl sur la réalisation musicale de ses poèmes. Son premier enregistrement Timbre avec David Friedman, Thomas Stabenow et Manfred Kniel reçoit le prix allemand de la critique du disque en 1983. En 1993, elle est soliste dans l'adaptation par Henning Schmiedt des Kindertotenlieder de Gustav Mahler. Elle travaille avec Fritz Hauser, Peter Kowald, Jon Rose, Joachim Kühn, Anthony Braxton, Eckard Koltermann, l'ensemble Südpool dirigé par Herbert Joos avec Bernd Konrad, Peter Schärli, Masahiko Satō, Phil Minton, Tetsu Saitō et la pianiste Aki Takase. Elle enregistre à plusieurs reprises avec la contrebassiste Joëlle Léandre, avec qui elle sort des albums et se produit également dans des festivals ; avec Myra Melford, ce duo de longue date s'est parfois élargi. En 2006, elle présente son premier CD solo Soundsongs.
Après un poste de professeure invitée à l'Université de musique et d'art dramatique de Graz (de) et des missions d'enseignement à l'université des arts de Berlin et à la Folkwang Universität, elle est nommée professeur de chant jazz et de musique librement improvisée à la Haute École de Lucerne en 2002, où elle enseigne jusqu'à 2019.

## Discographie

### En tant que leader
- Timbre (hat ART, 1983)
- Voiceprint (Extraplatte, 1988)
- Art Is... (Leo Records, 1995)
- Composition 192, Anthony Braxton, (Leo Records, 1996)
- 18 Colors (Leo Records), 1996
- Altered Egos (Omba, 1998)
- Filigree (Hatology), 1998)
- The Lightness of Hearing (Leo Records, 2002)
- Out of Sound (Leo Records), 2002)
- Timbre Plus (Arbe, 2003)
- Artesian Spirits (Leo Records, 2005)
- Face It (Leo Records, 2005)
- Spring in Bangkok (Intakt, 2006)
- SoundSongs (Leo Records, 2006)
- 2 Souls in Seoul (Leo Records, 2008)
- Strings Moon (CD Baby, 2012)
- O How We (Bandcamp, 2010)
- Blindflug 2017
- Stormy Whispers (Bandcamp, 2020)

En tant que membre du Vienna Art Orchestra
- Tango from Obango (Extraplatte, 1979)
- Concerto Piccolo (hat ART, 1980)
- Suite for the Green Eighties (hat ART, 1982)
- From No Time to Rag Time (hat ART, 1982)
- The Minimalism of Erik Satie (hat ART, 1984)
- Jazzbühne Berlin 85 (Amiga, 1986)
- Nightride of a Lonely Saxophone Player (Moers, 1986)
- Inside Out (Moers, 1987)
- A Notion in Perpetual Motion (hat ART, 1985)
- Blues for Brahms (Amadeo, 1989)
- Innocence of Clichés (Amadeo, 1990)
- Highlights: Live in Vienna (1993)
- Two Little Animals (1994)

### Collaborations
Avec Jon Rose
- 1994 Violin Music for Supermarkets
- 1995 Eine Violine fur Valentin
- 1997 Shopping.Live@Victo
- 1998 Techno Mit Storungen

Avec the Vienna Art Choir
- From No Art to Mo(z)art (Moers, 1983)
- Five Old Songs (Moers, 1984)
- Swiss Swing (Moers, 1986)

Avec the Vienna Art Special
- Serapionsmusic (Moers, 1984)

Avec d'autres
- 1996 Trio LTD, Trio LTD
- 1996 Wait Until Dark, Secret Passion Orchestra
- 2000 Not Missing Drums Project, Urban Voices
- 2004 Grunt, Chotjewitz: The Magic of a Flute, George Gruntz
- 2014 Dream a Little Dream, Pink Martini